# اصول کارکرد فیبر نوری
فیبر نوری
فیبر نوری یک موج راهنمای دیالکتریک استوانه ای (غیر رسانا) است که نور را از طریق پدیده بازتاب داخلی کلی در امتداد محور خود منتقل میکند. این فیبر از یک هسته (core) و یک روکش (cladding)  تشکیل شده که هر دو از مواد دیالکتریک ساخته شدهاند. برای محدود کردن نور در هسته، ضریب شکست هسته باید بیشتر از روکش باشد. مرز بین هسته و روکش میتواند به دو صورت باشد:
فیبر شاخص-پلهای (Step-index):  تغییر ناگهانی ضریب شکست.
فیبر شاخص-تدریجی (Graded-index):  تغییر تدریجی ضریب شکست.
نور میتواند با استفاده از لیزرها یا LEDها به داخل فیبر تزریق شود.
مزایای فیبر نوری نسبت به کابلهای مسی
مصونیت در برابر تداخل الکترومغناطیسی: هیچ نویز محیطی یا تداخلی بین سیگنالها وجود ندارد. حتی در برابر پالسهای الکترومغناطیسی ناشی از انفجارهای هستهای نیز مقاوم است.
عدم هدایت الکتریسیته: مناسب برای محیطهای با ولتاژ بالا (مانند نیروگاهها) و مناطق مستعد رعد و برق.
ایمنی در محیطهای انفجاری: چون جرقه ایجاد نمیکند، در محیطهای با بخارات قابل اشتعال قابل استفاده است.
امنیت بالاتر: استراق سمع (فیبر تپینگ) سختتر از کابلهای مسی است.
عدم سرقت: برخلاف کابلهای مسی، فیبر نوری ارزش فلزی ندارد.
ضریب شکست و سرعت نور
ضریب شکست (n)  نشان میدهد نور در یک ماده چقدر کندتر از خلأ حرکت میکند.
در خلأ: سرعت نور ≈ ۳۰۰,۰۰۰ کیلومتر بر ثانیه  (n=1) .
در فیبر نوری: سرعت نور ≈ ۲۰۰,۰۰۰ کیلومتر بر ثانیه (به دلیل ضریب شکست بالاتر).
مثال: یک تماس تلفنی بین سیدنی و نیویورک (۱۶,۰۰۰ کیلومتر) حداقل ۸۰ میلیثانیه تأخیر دارد (به دلیل زمان عبور نور در فیبر).
بازتاب داخلی کلی و نحوه هدایت نور
اگر نور در یک محیط با ضریب شکست بالا (مثل هسته فیبر) با زاویه بیشتر از زاویه بحرانی به مرز روکش برخورد کند، بهطور کامل بازتاب میشود. این پدیده بازتاب داخلی کلی نام دارد.
مخروط پذیرش (Acceptance Cone):  فقط نورهایی که در محدوده زاویه خاصی وارد فیبر شوند، در هسته باقی میمانند.
عدد دیافراگم (NA): نشاندهنده زاویه پذیرش فیبر است.
فیبرهای تکحالته (Single-mode) NA  کوچکی دارند و برای ارتباطات طولانی استفاده میشوند.
فیبرهای چندحالته (Multi-mode) NA  بزرگتری دارند و کار با آنها آسانتر است.
فیبرهای چندحالته (Multi-mode Fibers)
فیبرهای نوری با قطر هسته بزرگ (بیش از ۱۰ میکرومتر) را میتوان با اپتیک هندسی تحلیل کرد. این نوع فیبرها را فیبرهای چندحالته مینامند.
فیبر چندحالته شاخص-پلهای (Step-index Multi-mode Fiber)
پرتوهای نور در این فیبرها از طریق بازتاب داخلی کلی در طول هسته هدایت میشوند.
اگر پرتوها با زاویهای بزرگتر از زاویه بحرانی (نسبت به خط عمود بر مرز) به مرز هسته-روکش برخورد کنند، بهطور کامل بازتاب میشوند.
زاویه بحرانی توسط تفاوت ضریب شکست بین هسته و روکش تعیین میشود.
پرتوهایی که با زاویه کم برخورد کنند، دچار شکست شده و در روکش تلف میشوند.
عدد دیافراگم (NA) نشاندهنده زاویه پذیرش فیبر است:
بالا باعث میشود نور در زوایای مختلفی وارد فیبر شود و جفتشدن نور به فیبر کارآمدتر باشد NA
اما تفرق (dispersion) افزایش مییابد، زیرا پرتوهای با مسیرهای متفاوت، زمانهای مختلفی برای عبور از فیبر نیاز دارند.
فیبر چندحالته شاخص-تدریجی (Graded-index Fiber)
در این فیبرها، ضریب شکست هسته بهطور پیوسته از محور به سمت روکش کاهش مییابد.
این باعث میشود پرتوهای نور بهجای بازتاب ناگهانی، به آرامی خم شده و مسیر منحنی شکل بگیرد.
این طراحی تفرق چندمسیری (multi-path dispersion) را کاهش میدهد، زیرا پرتوهای با زاویه بیشتر از مناطق با ضریب شکست پایینتر (حاشیه هسته) عبور میکنند، نه از مرکز با ضریب شکست بالا.
پروفایل ضریب شکست بهگونهای انتخاب میشود که تفاوت سرعت انتشار پرتوهای مختلف در امتداد محور فیبر به حداقل برسد.
این پروفایل ایدهآل تقریباً شکل سهمی دارد (یعنی ضریب شکست با فاصله از محور بهصورت درجه دوم کاهش مییابد).
فیبرهای تکهحالته (Single-mode Fibers) و فیبرهای ویژه
فیبرهای با هسته باریک (تحلیل امواج الکترومغناطیسی)
فیبرهایی با قطر هسته کمتر از حدود ۱۰ برابر طول موج نور را نمیتوان با اپتیک هندسی تحلیل کرد. در عوض، این فیبرها باید به عنوان یک ساختار موجبر الکترومغناطیسی و با استفاده از معادلات ماکسول (به شکل معادله موج الکترومغناطیسی) بررسی شوند.
به عنوان یک موجبر نوری، این فیبرها یک یا چند مود عرضی محدودشده را پشتیبانی میکنند که نور از طریق آنها در فیبر منتشر میشود.
فیبری که فقط یک مود را هدایت کند، تکهحالته (Single-mode) نامیده میشود.
تحلیل موجبر نشان میدهد که انرژی نور کاملاً در هسته محدود نمیشود، بلکه بخش قابل توجهی از آن (به ویژه در فیبرهای تکهحالته) به صورت موج نفوذی (evanescent wave) در روکش حرکت میکند.
متداولترین نوع فیبر تکهحالته، قطر هسته‌ای بین ۸ تا ۱۰ میکرومتر دارد و برای استفاده در محدوده مادون قرمز نزدیک طراحی شده است.
در مقایسه، فیبرهای چندحالته (Multi-mode) با قطر هسته ۵۰ میکرومتر تا چند صد میکرومتر ساخته میشوند.
فیبرهای ویژه (Special-purpose Fibers)
برخی از فیبرهای نوری برای کاربردهای خاص طراحی شده‌اند و ساختار غیراستوانه‌ای دارند:
فیبرهای حفظ قطبش (Polarization-maintaining fibers):
دارای هسته یا روکش بیضوی یا مستطیلی هستند.
در سنسورهای نوری و سیستم‌های حساس به قطبش نور استفاده میشوند.
فیبرهای بلور فوتونیکی (Photonic-crystal fibers):
دارای الگوی منظمی از تغییرات ضریب شکست هستند (معمولاً به صورت حفره‌های استوانه‌ای در طول فیبر).
به جای (یا علاوه بر) بازتاب داخلی کلی، از اثرات پراش (diffraction) برای محدود کردن نور در هسته استفاده میکنند.
خواص این فیبرها را میتوان برای طیف گسترده‌ای از کاربردها تنظیم کرد، از جمله فیبرهای با تلفات بسیار پایین یا قابلیت‌های غیرخطی ویژه.  